# Plán Madagaskar

Madagaskar leží při východním pobřeží Afriky

Plán Madagaskar byl nerealizovaný plán nacistického Německa na přesídlení Židů z Evropy na Madagaskar. Franz Rademacher, zaměstnanec německého ministerstva zahraničních věcí, navrhl tuto myšlenku v červnu 1940, krátce před porážkou Francie. Návrh zahrnoval předání kontroly nad Madagaskarem, který byl tehdy francouzskou kolonií, Německu v rámci podmínek kapitulace.
Myšlenkou přesídlení polských Židů na Madagaskar se zabývala polská vláda už v roce 1937, výzkum však ukázal, že na ostrově by bylo možné usídlit jen pět až sedm tisíc rodin, podle některých odhadů možná i pouze pět set rodin (pro srovnání, Madagaskar měl v roce 1950 přibližně 4 182 000 obyvatel, v roce 2017 však již 25 054 161 obyvatel). Protože nacistická snaha podpořit emigraci židovské populace z Německa před 2. světovou válkou byla pouze částečně úspěšná, nacistický režim se myšlenkou na deportaci Židů na Madagaskar začal znovu zabývat v roce 1940.
Rademacher 3. června 1940 doporučil Madagaskar jako cíl deportace evropských Židů. Se souhlasem Adolfa Hitlera vydal Adolf Eichmann 15. srpna 1940 memorandum, ve kterém navrhoval přesídlení milionu Židů ročně v průběhu čtyř let, přičemž ostrov by se stal policejním státem pod správou SS. Předpokládalo se, že během realizace plánu mnoho Židů v důsledku drsných podmínek zemře. Plán nakonec nemohl být realizován v důsledku britské námořní blokády. Po porážce Německa v bitvě o Británii v listopadu 1940 byl plán přesunut na pozdější dobu a v roce 1942 odložen ad acta a místo přesídlení se začala uskutečňovat genocida židovské populace. Plán Madagaskar sloužil jako důležitý psychologický krok k jeho přijetí.

## Předchůdci

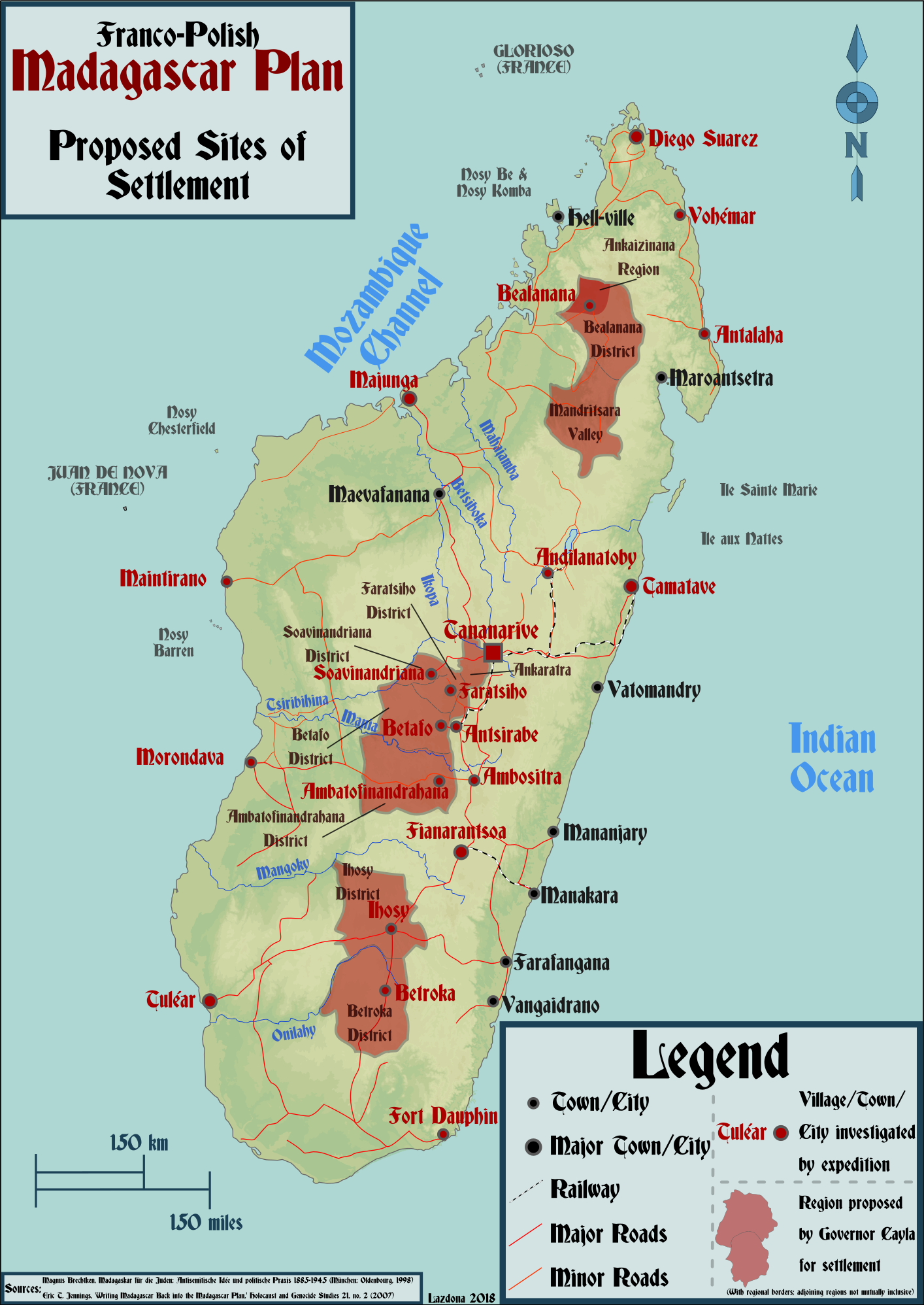
Navrhovaná místa osídlení ve francouzsko-polské variantě plánu z roku 1937

Koncem 19. a počátkem 20. století se objevilo mnoho plánů na přesídlení Židů z Evropy, které se plánu Madagaskar podobaly. Jako první navrhl evakuaci evropských židů na Madagaskar Paul de Lagarde ve spise Deutsche Schriften (1878). Členové sionistického hnutí v letech 1904–1905 zvažovali tzv. ugandský projekt, podle kterého měli ruští Židé ohrožení pogromy osídlit území v dnešní Keni. Sionistický kongres však tento plán nakonec odmítl jako nerealizovatelný. To vedlo k tomu, že se od sionistického hnutí odštěpili tzv. teritorialisté, kteří prosazovali vytvoření židovského státu nebo autonomního území jinde než v historické Palestině. Myšlenku přesídlení Židů na Madagaskar prosazovali také někteří britští antisemité jako Henry Hamilton Beamish a Arnold Leese. Polská vláda ve spolupráci s Francií zkoumala možnost přesídlení polských Židů na ostrov v roce 1937. Předseda komise Mieczysław Lepecki usuzoval, že by se na ostrově mohlo usídlit 5–7 000 rodin, židovští členové však odhadovali, že vzhledem ke klimatickým podmínkám a nekvalitní infrastruktuře by bylo možné na ostrově bezpečně usídlit pouze pět set rodin nebo ještě méně.

## Nacistické Německo
Nacisté se zprvu snažili donutit Židy k „dobrovolné“ emigraci násilím a ekonomickým tlakem. Do roku 1939 emigrovalo z 437 000 německých Židů asi 250 000 do Spojených států, Argentiny, Velké Británie a dalších zemí, mimo jiné také do Britského mandátu Palestina.
Nacistické vedení se pak zabývalo myšlenkou deportace zbývajících německých Židů do zámoří. Za vhodné destinace byla pokládána neúrodná území, aby deportovaní Židé nemohli na novém území ekonomicky prosperovat. V memorandu Hitlerovi z května 1940 O nakládání s cizí populací na Východě vyjádřil Heinrich Himmler naději, že „výraz ‚Žid‘ (...) bude úplně eliminován jejich masivním přesídlením do Afriky nebo nějaké jiné kolonie“ (Den Begriff Juden hoffe ich, durch die Möglichkeit einer großen Auswanderung sämtlicher Juden nach Afrika oder sonst in eine Kolonie völlig auslöschen zu sehen). Možnost fyzické likvidace Židů Himmler v tomto memorandu zvažoval rovněž, ale tehdy ji ještě „z vnitřního přesvědčení“ (aus innerer Überzeugung) odmítal jako „negermánskou a nemožnou“ (ungermanisch und unmöglich) a srovnával ji s metodami bolševiků.

### Počátky plánování
Nacističtí ideologové jako Julius Streicher, Hermann Göring, Alfred Rosenberg a Joachim von Ribbentrop o plánu začali diskutovat už od roku 1938. Deset procent Židů, kteří tehdy v Německu žili, byli polští občané. Polský vyslanec v Německu Józef Lipski vyjádřil nezájem Polska přijmout je zpět a polská vláda prohlásila, že držitelům polských pasů nebude až na výjimky umožněn návrat. Rovněž francouzský ministr zahraničí Georges Bonnet v prosinci téhož roku v diskusi s von Ribbentropem prohlásil, že Francie se obává přijmout více německých Židů, a zeptal se, zda by nebylo možné jejich příchodu do Francie nějak zabránit. Francie sama uvažovala o deportaci asi 10 000 Židů a mezi možnými destinacemi zvažovala též Madagaskar. Projekt přesídlení Židů na Madagaskar se opíral o tehdy rozšířené mylné přesvědčení mnoha geografů a antropologů z přelomu 19. a 20. století, že domorodá populace Malgašů je rasově příbuzná se Židy. Německé plány na deportace na Madagaskar formálně začaly v roce 1940. Franz Rademacher, který se krátce předtím stal vedoucím židovské sekce ministerstva zahraničí, odeslal 3. června svému nadřízenému Martinu Lutherovi memorandum o budoucnosti Židů. V tomto memorandu říká: „Žádoucí řešení je: všichni Židé mimo Evropu“. Jako možnou destinaci pro deportaci Židů zvažuje Palestinu, připadá mu však nevhodné, aby byl na Středním Východě založen silný židovský stát. Palestina byla tehdy navíc pod britskou kontrolou. Rademacher proto doporučuje, aby byl jako destinace pro Židy z Evropy získán Madagaskar, a to jako jedna z podmínek francouzské kapitulace. Rademacher dále poznamenává, že vysídlení Židé budou sloužit jako rukojmí, kteří zajistí „dobré chování jejich rasových soukmenovců v Americe“. Plán byl rozvíjen Referátem D III německé sekce.
Luther o plánu uvědomil ministra zahraničí von Ribbentropa, který se nezávisle na Rademacherovi zabýval podobným projektem. 18. června Hitler a Ribbentrop o plánu hovořili s Benitem Mussolinim. Jakmile se o plánu dozvěděl šéf Hlavního úřadu říšské bezpečnosti Reinhard Heydrich, požádal, aby von Ribbentrop předal další zodpovědnost za tento plán jeho úřadu. Tak se do celé záležitosti zapojil Adolf Eichmann, vedoucí pododdělení IV-B4 Hlavního úřadu říšské bezpečnosti, které se zabývalo židovskými záležitostmi a evakuací Židů z dobytého území. 15. srpna vydal memorandum Reichssicherheitshauptamt: Madagaskar Projekt (Hlavní úřad říšské bezpečnosti: Projekt Madagaskar), ve kterém navrhuje přesídlení milionu Židů ročně a neponechání žádných Židů v Evropě. Celý projekt měl být plně pod kontrolou Hlavního úřadu říšské bezpečnosti. Zatímco Rademacher původně navrhoval vytvoření kolonie pod německou kontrolou a židovskou samosprávou, Eichmann zdůraznil, že každý aspekt života na ostrově má kontrolovat SS.
Většina nacistických úřadů pokládala plán za poslední šanci na „řešení židovské otázky“ formou emigrace. Zejména Hans Frank, guvernér Generálního gouvernementu, považoval tento plán za vhodnější řešení než postupné deportování Židů do Polska. 10. července byly deportace do Polska zastaveny a byla také přerušena výstavba varšavského ghetta, jelikož nebylo dále považováno za potřebné.

### Pokračování plánování
Rademacher navrhoval vytvoření evropské banky, která by měla likvidovat všechen majetek evropských Židů a zajistit tak financování plánu. Tato banka by hrála roli prostředníka mezi Madagaskarem a zbytkem světa, protože by Židům nebyl dovolen finanční kontakt s vnějším světem. Na realizaci ekonomických aspektů plánu měl dohlédnout Göringův úřad pro čtyřletý plán.
Rademacher předpokládal, že bude do projektu zapojena celá administrativa. Von Ribbentropovo ministerstvo zahraničních věcí mělo realizovat podmínky předání tehdy francouzského Madagaskaru Německu a zajistit další smlouvy o osudu evropských židů. Jeho informační oddělení mělo ve spolupráci s Goebbelsovým ministerstvem propagandy kontrolovat tok informací. Na průběh transportu měl dohlížet Viktor Brack, jinak zodpovědný za organizaci Akce T4. SS měla realizovat vyhnání Židů z Evropy a vládu nad ostrovem. Nacisté předpokládali, že po dobytí Velké Británie (Operace Seelöwe) využijí k transportu Židů získané britské obchodní loďstvo. Protože nacisté předpokládali, že mnoho deportovaných kvůli drsným podmínkám zahyne, považuje britský historik Ian Kershaw tento plán za alternativní metodu genocidy.

### Opuštění plánu
V důsledku porážky Německa v bitvě o Británii byla navrhovaná invaze na britské území 17. září 1940 odložena na neurčito. V důsledku toho nemohlo Německo použít k transportům britské obchodní loďstvo, jak plán předpokládal. Koncem srpna 1940 Rademacher požádal Ribbentropa, aby svolal panel expertů, který by plán rozvinul, Ribbentrop však neodpověděl. Ani Heydrich Eichmannovo memorandum nikdy neschválil. V srpnu 1940 bylo obnoveno zřizování ghett ve Varšavě a dalších polských městech. Plán byl oficiálně odložen ad acta v únoru 1942. V listopadu 1942 dobyly Madagaskar, který byl předtím pod správou vichistické Francie, britské jednotky a předaly jej pod kontrolu Svobodné Francie.
Po zahájení plánování operace Barbarossa Hitler požádal Himmlera o návrh nového plánu na odstranění Židů z Evropy a Himmler tento úkol svěřil Heydrichovi. Ten navrhl deportaci Židů do Sovětského svazu přes Polsko. Pozdější Generalplan Ost počítal s deportací celé okupované Východní Evropy a SSSR na Sibiř, kde měla být využita k otrocké práci nebo po porážce Sovětského svazu povražděna. Plán počítal s rychlou porážkou SSSR. Jakmile se začalo ukazovat, že válka proti Sovětskému svazu potrvá delší dobu, Heydrich byl nucen své plány revidovat. Protože transport obrovského množství Židů do válečné zóny nebyl možný, Heydrich se rozhodl pro vytvoření vyhlazovacích táborů na okupovaném území Polska.

## Odraz v kultuře
V židovské kolonii na Madagaskaru se odehrává alternativně historický román britského spisovatele Guye Savilla Plán Madagaskar (The Madagaskar Plan, 2015, česky 2016).